# Schaefferstown
Schaefferstown és una concentració de població designada pel cens dels Estats Units a l'estat de Pennsilvània. Segons el cens del 2000 tenia 984 habitants.

## Demografia
Segons el cens del 2000, Schaefferstown tenia 984 habitants, 374 habitatges, i 286 famílies. La densitat de població era de 141,2 habitants/km².
Dels 374 habitatges en un 31,8% hi vivien nens de menys de 18 anys, en un 67,4% hi vivien parelles casades, en un 6,7% dones solteres, i en un 23,3% no eren unitats familiars. En el 20,6% dels habitatges hi vivien persones soles el 9,4% de les quals corresponia a persones de 65 anys o més que vivien soles. El nombre mitjà de persones vivint en cada habitatge era de 2,63 i el nombre mitjà de persones que vivien en cada família era de 3,04.
Per edats la població es repartia de la següent manera: un 24,8% tenia menys de 18 anys, un 8,8% entre 18 i 24, un 23,7% entre 25 i 44, un 28% de 45 a 60 i un 14,6% 65 anys o més.
L'edat mediana era de 39 anys. Per cada 100 dones de 18 o més anys hi havia 96,3 homes.
La renda mediana per habitatge era de 43.542 $ i la renda mediana per família de 52.609 $. Els homes tenien una renda mediana de 31.625 $ mentre que les dones 26.528 $. La renda per capita de la població era de 29.176 $. Entorn del 2% de les famílies i el 5,7% de la població estaven per davall del llindar de pobresa.

## Poblacions més properes
El següent diagrama mostra les poblacions més properes.